# 태양 중성미자 단위
태양 중성미자 단위(SNU)는 편리를 위해 새로 정의된 단위이다. 이것은 아주 낮은 사건비율에 적합하다.
태양의 중성미자를 찾아내는 방법에는 방사화학실험과 실시간 실험 두 가지가 있다. 방사화학 실험의 원칙은 다음과 같은 형태의 반응이다.
{\displaystyle _{N}^{A}Z+\nu _{e}\longrightarrow _{N-1}^{A}(Z+1)+e^{-}}
딸 핵의 붕괴는 검출에 사용된다.
딸핵이 생산되는 비율은 다음과 같다.
{\displaystyle R=N\int \Phi (E)\sigma (E)dE}
여기서
{\displaystyle \Phi }는 태양 중성미자 선속
{\displaystyle \sigma }는 방사화학 반응의 단면적
{\displaystyle N}은 원자의 수
전형적으로 {\displaystyle 10^{10}[{\frac {1}{cm^{2}s}}]}뉴트리노 플럭스와, 단면적{\displaystyle 10^{-45}[cm^{2}]}. 이것은 하루에 한 사건에서 생산되는 원자가 약{\displaystyle 10^{30}} 필요하게 된다.
이 수는 형재 중성미자 검출기가 이것들의 더 낮은 양에서 작동하는 것과 그 물질의 ktons와 일치한다.
{\displaystyle 1SNU=10{-36}} captures per target atom per second

## 같이 보기
- 중성미자
- 중성미자 검출기
- 몰 (단위)
- 태양 중성미자